# Milton (Iowa)
Milton es una ciudad ubicada en el condado de Van Buren en el estado estadounidense de Iowa. En el Censo de 2010 tenía una población de 443 habitantes y una densidad poblacional de 68,06 personas por km².

## Geografía
Milton se encuentra ubicada en las coordenadas 40°40′17″N 92°9′45″O / 40.67139, -92.16250. Según la Oficina del Censo de los Estados Unidos, Milton tiene una superficie total de 6.51 km², de la cual 6.5 km² corresponden a tierra firme y (0.16%) 0.01 km² es agua.

## Demografía
Según el censo de 2010, había 443 personas residiendo en Milton. La densidad de población era de 68,06 hab./km². De los 443 habitantes, Milton estaba compuesto por el 98.19% blancos, el 0.23% eran afroamericanos, el 0% eran amerindios, el 0.23% eran asiáticos, el 0% eran isleños del Pacífico, el 0% eran de otras razas y el 1.35% pertenecían a dos o más razas. Del total de la población el 2.93% eran hispanos o latinos de cualquier raza.